# 2930 a.C.
Il 2930 a.C. (MMCMXXX a.C. in numeri romani) è un anno  del XXX secolo a.C.

## Eventi
- c. 2930 a.C. - Antico Egitto: Istituzione della festa detta Sed (30º anniversario di regno del faraone Qa'a)